# 井生崇光
井生 崇光（いおう たかみつ、1981年3月12日 - ）は、福岡県北九州市出身の元プロ野球選手（外野手、内野手）。右投右打。現在は広島東洋カープの一軍管理課長を務めている。

## 経歴

### プロ入り前
ソフトボール選手だった母親の影響で小学校2年の時からソフトボールクラブに入る。北九州市立上津役中学校では軟式野球部に所属。東筑高校に進学し、2年秋の九州大会でベスト4、3年春の甲子園では初戦の2回戦で敗退。この試合には、1番・遊撃手として出場し、先制タイムリーを放っている。
夏の県大会では、久保裕也擁する沖学園や田中瑞季擁する柳川などを破って決勝に進出するも、村田修一・大野隆治のいる東福岡の前に敗れた。
広島東洋カープの村上孝雄が才能を評価し、1998年のドラフト会議で2位指名を受け入団。プロ入りに際し、父と兄にはプロ入りを支持されたが、母は当初大学進学を希望していた。幼い頃に背番号8のついたカープのユニフォームの服を母に着せてもらったのを思い出したのを決め手に入団した。遠投90m、50m6秒0。目標は正田耕三。

### プロ入り後
高い守備力を誇り、毎年キャンプで若手の注目株として挙げられるも、故障や打撃力が課題で、2004年までの6年間は一度も一軍に昇格できなかった。5年目2003年フレッシュオールスターゲーム出場。2004年途中には、その足と肩を買われて内野手から外野手にコンバートされた。
2005年に二軍で打率.273、18盗塁の好成績を残したことが認められ、山本浩二監督退任直前の9月にプロ7年目にしてようやく一軍に初昇格し、プロ入り初安打を放った。この年は4試合3打数のみの出場だったが、プロでやって行こうというモチベーションを得た。
2006年には外野手に故障者が出たこともあって5月下旬から一軍に帯同し、主に相手先発が左投手の際にスタメンとして起用された。出場機会が大幅に増え、自己最多の76試合に出場した。規定打席には届かなかったが、前田智徳以上の出塁率をキープした。代打や守備固め（時々内野の守備に就くこともある）での出場が中心で、9月10日の中日戦では7回から捕手も務めた。チェストプロテクター等は木村一喜の物を使用した。林昌樹のスライダーがショートバウンドしたがファインセーブし、ベンチから拍手喝采がおきる。この日の起用は逃げ腰リードの倉や、8日の試合でサヨナラ打撃妨害をした石原慶幸への「見せしめ」の意味合いもあった。投手任せのリードではあったが2006年にカープが掲げていた「無駄な四球は出さない」を実践して敬遠以外では四球は出さなかった。9月26日の試合では故障した嶋重宣に代わり3番スタメンに抜擢された。
監督のブラウンから、木村拓也に代わるオールマイティーなユーティリティープレイヤーとして期待された。外野手32試合、一塁7試合、三塁3試合、捕手1試合を守り、投手・二塁・遊撃は守らなかったが、7月14日の対横浜戦での5人内野シフトの際にセカンドベース横を守っている（記録上、守備位置は中堅）。
2007年からは木村拓也の移籍前の背番号「0」を受け継いでいる。ウェイトトレーニングに取り組み、体が一回り大きくなった。それが功を奏して驚異の代打成功率を残し、左投手に2年続けて好成績を残したことから、手薄なカープの右の代打陣の中では貴重な存在となった。二塁・外野を守り、打率.283と結果を残したが、前年の約半分の36試合出場にとどまった。
2008年は春季キャンプ中に不調で二軍落ち。二軍暮らしが続いた。最終的には二軍で好成績を残すも一軍昇格は無かった。内外野の新戦力に押し出される形となった。
2011年に一軍では赤松真人が故障で戦線を離脱した事で、二軍で.304、2本塁打と好調を理由に、手薄な右打者の穴埋めとして4月26日に一軍昇格し、同年7月15日には対中日ドラゴンズにおいてプロ入り初となる猛打賞と本塁打を記録した。プロ13年目での初本塁打は、NPBの野手としては石山一秀（14年目）に次ぎ、飯山裕志、田原晃司と並ぶ史上二番目タイの遅さとなった。
2012年は一軍出場が無く、11月5日に現役引退することが発表された。
引退後も引き続き広島に残り、2013年から2019年までスコアラーを務めた。2020年から一軍管理課長に昇格。

## 選手としての特徴・人物
捕手の経験もあり、内外野すべての守備位置を守れるユーティリティープレイヤー。
打者としてはあまり長打を放つというタイプではないが、ファーム時代から三振数も少なく、バットを立たせた構えから素直に右左にライナー性の打球を放つ堅実な巧打者タイプ。
いわゆる松坂世代の一人である。愛称は「HOI（ホイ）」（「井生」のローマ字表記「IOH」を逆さから呼んでいる）。マーティ・ブラウンからはサルファー（sulphur 英語で硫黄）と呼ばれていた。

## 詳細情報

### 年度別打撃成績
| 年 度     | 球 団     | 試 合 | 打 席 | 打 数 | 得 点 | 安 打 | 二 塁 打 | 三 塁 打 | 本 塁 打 | 塁 打 | 打 点 | 盗 塁 | 盗 塁 死 | 犠 打 | 犠 飛 | 四 球 | 敬 遠 | 死 球 | 三 振 | 併 殺 打 | 打 率 | 出 塁 率 | 長 打 率 | O P S |
| --------- | --------- | ----- | ----- | ----- | ----- | ----- | -------- | -------- | -------- | ----- | ----- | ----- | -------- | ----- | ----- | ----- | ----- | ----- | ----- | -------- | ----- | -------- | -------- | ----- |
| 2005      | 広島      | 4     | 3     | 3     | 0     | 1     | 0        | 0        | 0        | 1     | 0     | 1     | 0        | 0     | 0     | 0     | 0     | 0     | 1     | 0        | .333  | .333     | .333     | .667  |
| 2006      | 広島      | 74    | 152   | 138   | 11    | 37    | 7        | 1        | 0        | 46    | 8     | 1     | 1        | 1     | 0     | 8     | 0     | 5     | 23    | 5        | .268  | .331     | .333     | .664  |
| 2007      | 広島      | 36    | 60    | 53    | 7     | 15    | 3        | 0        | 0        | 18    | 4     | 0     | 0        | 1     | 0     | 5     | 0     | 1     | 11    | 1        | .283  | .356     | .340     | .696  |
| 2009      | 広島      | 3     | 2     | 2     | 0     | 0     | 0        | 0        | 0        | 0     | 0     | 0     | 0        | 0     | 0     | 0     | 0     | 0     | 0     | 0        | .000  | .000     | .000     | .000  |
| 2011      | 広島      | 42    | 95    | 82    | 7     | 21    | 6        | 0        | 1        | 30    | 7     | 0     | 0        | 5     | 0     | 5     | 0     | 3     | 11    | 2        | .256  | .322     | .366     | .688  |
| 通算：5年 | 通算：5年 | 159   | 312   | 278   | 25    | 74    | 16       | 1        | 1        | 95    | 19    | 2     | 1        | 7     | 0     | 18    | 0     | 9     | 46    | 8        | .266  | .331     | .342     | .673  |

### 記録
- 初出場：2005年9月29日、対ヤクルトスワローズ21回戦（広島市民球場）、11回裏に野村謙二郎の代走として出場
- 初盗塁：同上、11回裏に二盗（投手：吉川昌宏、捕手：米野智人）
- 初打席・初安打：2005年10月1日、対中日ドラゴンズ21回戦（ナゴヤドーム）、9回表に岩瀬仁紀から左前安打
- 初先発出場：2005年10月2日、対中日ドラゴンズ22回戦（ナゴヤドーム）、7番・中堅手として先発出場
- 初打点：2006年6月17日、対北海道日本ハムファイターズ5回戦（札幌ドーム）、4回表に武田勝から中前適時打
- 初本塁打：2011年7月15日、対中日ドラゴンズ7回戦（ナゴヤドーム）、5回表に川井雄太から左越ソロ
- 2004年4月17日のウエスタン・リーグ対中日戦、7打数6安打5打点（1本塁打）を記録。1試合6安打はウエスタンタイ記録。

### 背番号
- 64 （1999年 - 2006年）
- 0 （2007年 - 2012年）